# François Bienvenu
François Bienvenu, né le 2 mars 1758 à Sainte-Maure-de-Touraine et mort le 14 juin 1831 à Paris, est un physicien, chimiste et inventeur français, célèbre pour avoir inventé avec Claude Launoy le « fondmine », premier modèle réduit de ce qui deviendra l'hélicoptère.

## Biographie
L'identité complète des inventeurs Launoy et Bienvenu, à l'origine de l'invention de l'hélicoptère, est restée inconnue jusqu'à leur identification en 2003 par Alexandre Tarrieu, qui publie ces informations en 2019 seulement. René Fric était parvenu en 1955 à attribuer le prénom François à Bienvenu en étudiant la correspondance d'Antoine Laurent Lavoisier et Patrice Bret réussit en 2004 à retracer son parcours. François Bienvenu épousa en 1786 Marie-Thérèse Pitay (1769-1853) et adopta en 1827 une certaine Victoire (ou Caroline) Bienvenu.

### L'inventeur

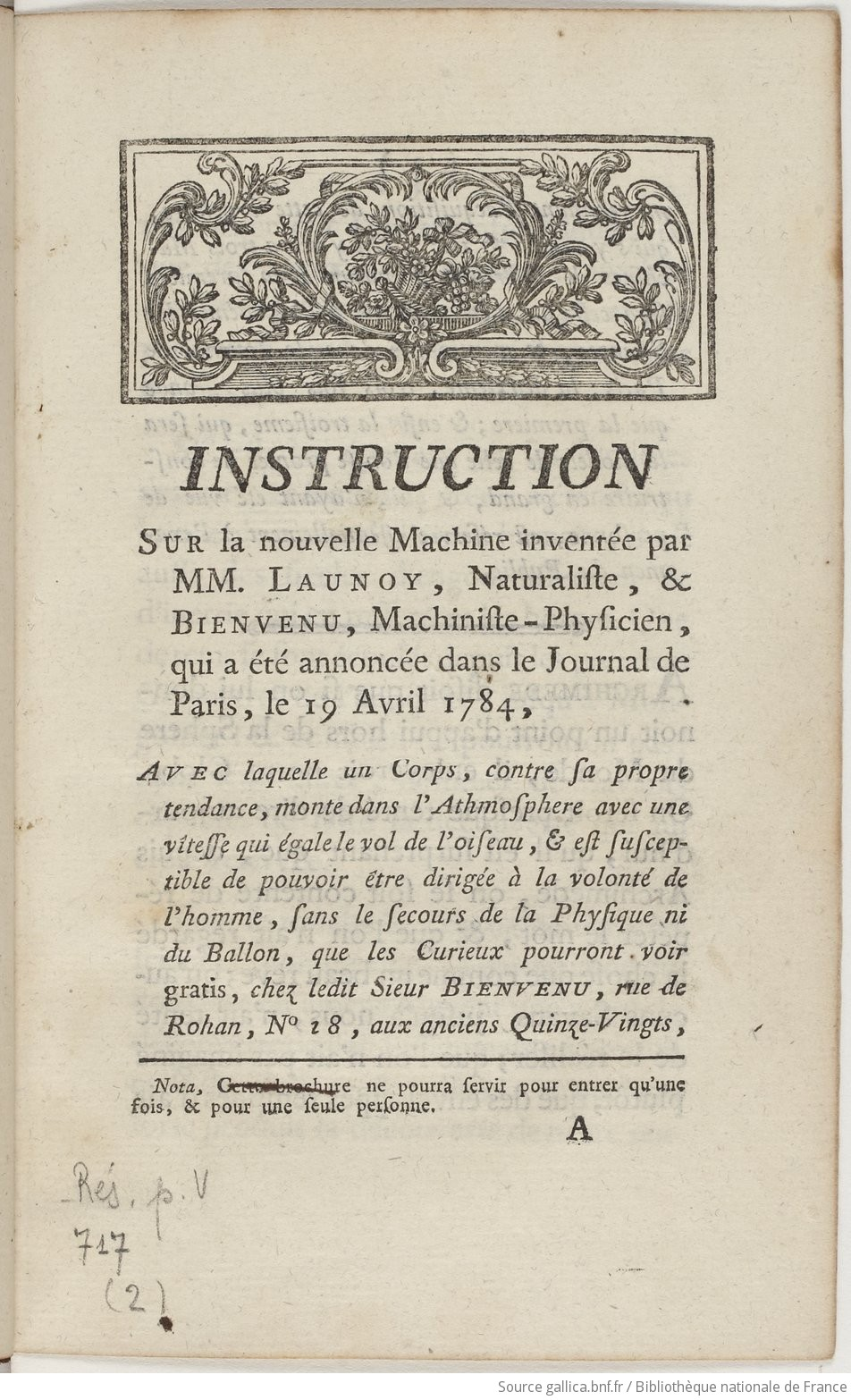
Instruction sur la nouvelle machine de Bienvenu et Launoy (1784).

François Bienvenu est un fabricant d'instruments scientifiques natif de Sainte-Maure-de-Touraine, qui avait sa boutique à Paris au 18 rue de Rohan,. En avril 1784, Bienvenu et Launoy créent le premier modèle d'hélicoptère. Le 26 avril 1784, ils font ainsi voler devant l'Académie royale des sciences un petit modèle très simple mû par un mécanisme de ressort à arc et deux rotors contrarotatifs réalisés en plumes d'oie,,.
Bienvenu organisa une large publicité autour de cette démonstration de son engin en faisant paraitre des annonces Le Mercure de France et Le Courrier d'Avignon, annonçant la mise en vente à prix d'or d'un fascicule dont la possession permettait d'assister gratis à la seule représentation du vol de l'appareil. Une instruction sur cette nouvelle machine fut également annoncée dans Le Journal de Paris, le 19 avril 1784 où l'on précise qu'un corps, « contre sa propre tendance, monte dans l’atmosphère avec une vitesse qui égale le vol d’oiseau et est susceptible de pouvoir être dirigée à la volonté de l'homme… »
À la Révolution française, François Bienvenu quitte la capitale et devient professeur itinérant de physique expérimentale. Il voyage ainsi à travers la France et l'Europe et séjourne même en Vénétie en 1793-1794. Il revient en France en 1822 et exerce alors comme professeur à Tours avant de finir sa vie à Paris,.

### Évocation
Bienvenu est évoqué avec Launoy dans le roman de Jules Verne, Robur-le-Conquérant (chapitre VI) pour les liens de leur invention avec les travaux d'Alphonse Pénaud qui ont inspiré l'Albatros de Robur (1886) puis L'Épouvante de Maître du monde (1905).
L'hélicoptère de Launoy et Bienvenue est représenté sur un timbre cambodgien de 150 riels mis en distribution en 1993.